# Židé v Bulharsku

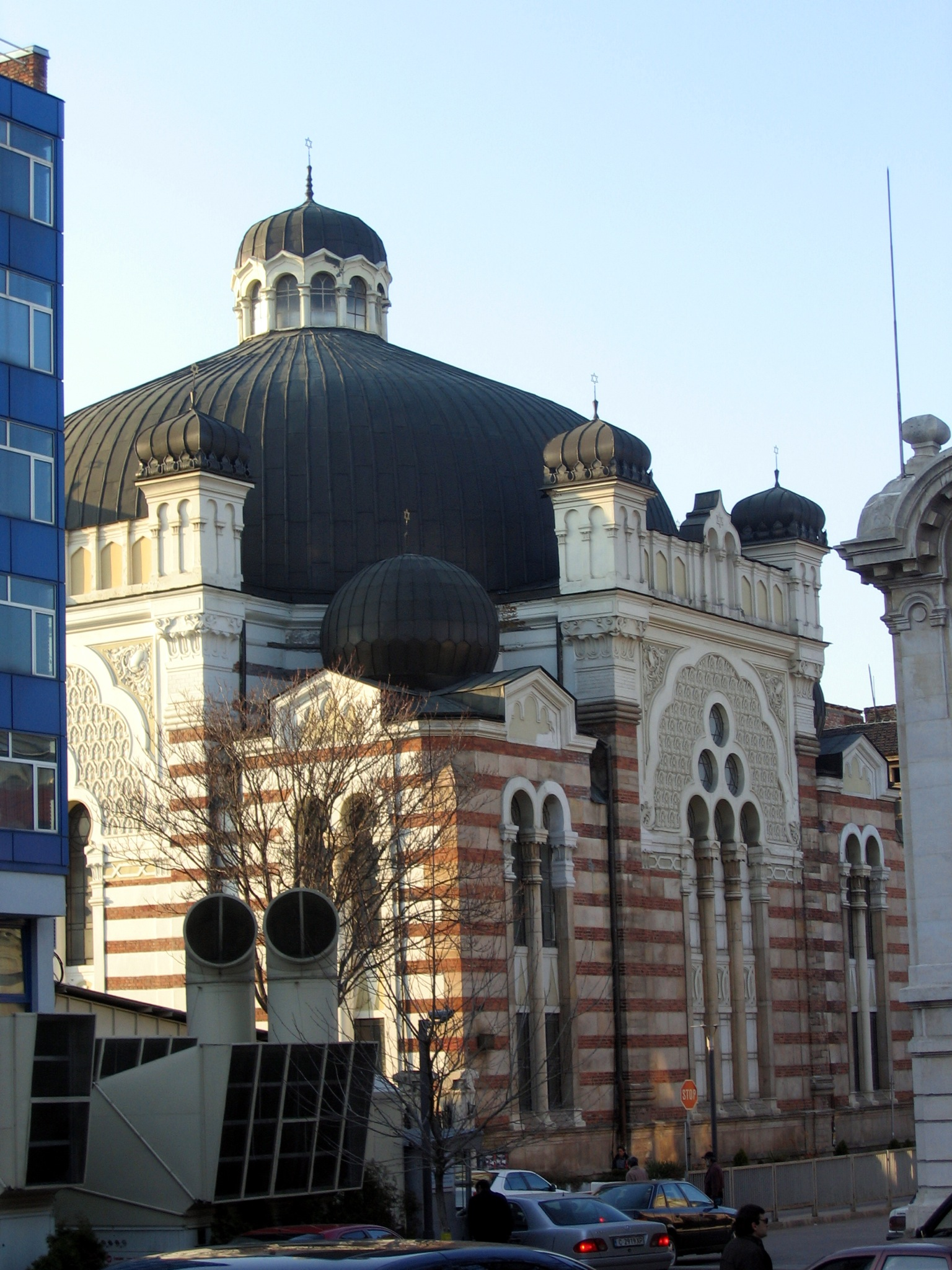
Sofijská synagoga

Židovská komunita v Bulharsku náleží převážně k sefardské židovské větvi. V současné době[kdy?] žije v Bulharsku přibližně 2 100 Židů.
K 1. březnu 2001 z celkového počtu 1 363 osob patřících k židovské komunitě pouze 573 uvedlo, že patří k židovské víře. Ve srovnání s rokem 1992 se počet Židů snížil téměř 4krát, z 2 580 lidí na 653.
V roce 2011 se podle Konečných výsledků sčítání lidu 2011 k židovské víře hlásilo 1 130 obyvatel.
V dubnu 2022 se podle výzkumu drtivá většina Židů v Bulharsku (91 %) domnívala, že jsou dobře integrováni do bulharské společnosti, stejně jako 82 % Bulharů. 88 % zástupců této menšiny uvedlo, že se ve svém každodenním životě cítí být v bezpečí před diskriminací.

## Historie
Po vyhnání Židů ze Španělska Ferdinandem Aragonským a Isabelou Kastilskou našla převážná část Židů z Pyrenejského poloostrova útočiště v Osmanské říši a na území dnešního Bulharska. Jejich společenským a kulturním centrem se stala Sofie. Nevyčnívali nad běžné obyvatelstvo a ostatní spoluobčané je respektovali a postavili se za ně, když jim hrozilo nebezpečí. Poté, co se Bulharsko stalo spojencem hitlerovské Třetí říše, byl vydán zákon na ochranu národa. Židům byla do jisté míry omezena práva (nesměli chodit v noci ven, byly uzavřené židovské kulturní instituce a museli nosit označení své příslušnosti). Proti tomuto nařízení lidé z celého Bulharska protestovali, ale na rozdíl od ostatních států Evropy označení židovského obyvatelstva sestávalo pouze z malého žlutého odznaku. Situace se však zhoršovala a v roce 1943 se začalo s prvními deportacemi do koncentračních táborů. Mezi první deportované patřili Židé z obsazených území řecké Thrákie a Makedonie - což bylo přibližně 11 000 lidí. Když mělo dojít k deportaci bulharských Židů, tak se na jejich stranu opět postavila bulharská společnost (např. Svaz spisovatelů, Advokátní komora, svazy umělců atp.). Účinnost tyto protesty však neměly. K zastavení transportů přispělo zejména to, že se obyvatelé města Kjustendil obrátili na svého poslance a místopředsedu parlamentu Dimitara Peševa. Tomu se podařilo přesvědčit 42 svých kolegů, kteří podepsali rezoluci, že Židé pro Bulharsko nejsou potíží, a že by jejich vydání bylo urážkou obyvatelstva Bulharska. Vydání bulharských židů se nakonec rozhodl zavrhnout i samotný car Boris III. Deportace téměř 50 000 lidí do koncentračních táborů nacistického Německa byla zastavena 10. března 1943. Vláda tak místo do koncentračních táborů posílala Židy do venkovských ghett a pracovních táborů nacházejících se v Bulharsku. V poválečném období s nástupem komunistické strany do vedení státu začalo pronásledování náboženských skupin a zvyků, včetně Židů. Následkem toho emigrovalo roku 1948 více než 35.000 bulharských Židů na území Britského mandátu Palestina, z jehož části vznikla v květnu téhož roku Izrael.
V roce 2022 proběhl v Bulharsku 9. ročník mezinárodní literární soutěže pro mládež „Kdo zachrání jeden lidský život, zachrání celý vesmír“ (bulharsky Който спаси един човешки живот, спасява цяла вселена), pořádané Centrem pro židovsko-bulharskou spolupráci „Alef“ – nevládní organizací založenou v Burgasu v roce 2014. Téma soutěže pro rok 2022 znělo: „Mimořádné činy obyčejných lidí“ (Необикновени постъпки на обикновени хора) a týkalo se lidí, kteří žili v období druhé světové války a holocaustu.

## Demografie
Zdroje dat: rok 1933, rok 1950, rok 1965 Archivováno 29. 9. 2011 na Wayback Machine., rok 1980 Archivováno 29. 9. 2011 na Wayback Machine., rok 2002, rok 2005 Archivováno 4. 8. 2019 na Wayback Machine.